# Kowalewskie (Varmia y Masuria)
Kowalewskie [pronunciación en polaco: /kɔvaˈlɛfskʲɛ/] (en alemán: Kowalewsken) es un asentamiento ubicado en el distrito administrativo de Gmina Wydminy, dentro del Condado de Giżycko, Voivodato de Varmia y Masuria, en Polonia del norte. Se encuentra aproximadamente a 9 kilómetros al noreste de Wydminy, a 25 kilómetros al este de Giżycko, y a 111 kilómetros al este de la capital regional Olsztyn.
Antes de 1945, el área fue parte de Alemania (Prusia Oriental).